# Rue de la Halle-aux-Toiles
La rue de la Halle-aux-Toiles est une voie du centre-ville de la commune française de Laval.

## Situation et accès
Elle correspond au côté sud de la place de Hercé. Elle ne possède donc qu'un côté construit. Elle se trouve par ailleurs dans le prolongement de la rue d'Avesnières et débouche sur la place du Gast.

## Origine du nom
La rue doit son nom aux halles aux toiles construites en 1731 à l'emplacement de l'actuelle bibliothèque Albert-Legendre.

## Historique
L'histoire de la rue de la Halle-aux-Toiles est liée à celle de la place de Hercé. Ce vaste espace, occupé par un prieuré de Bénédictines à partir du XVIIe siècle, est aménagé après la Révolution française, lorsque les bâtiments conventuels sont détruits.
La rue doit son nom aux halles aux toiles construites en 1731 à l'emplacement de l'actuelle bibliothèque Albert-Legendre. Ces halles sont transformées en Galeries de l'Industrie en 1852, puis font place à la bibliothèque en 1976.

## Bâtiments remarquables et lieux de mémoire
- L'Hôtel du Bas du Gast, au numéro 6. Cette demeure a été construite en 1742 par Michel du Mans du Chalais puis agrandie en 1762. L'hôtel possède encore ses jardins ainsi que ses décors intérieurs.